# Olympische Sommerspiele 1960/Teilnehmer (Libanon)
| Gelbes Symbol für Goldmedaillen mit stilisierten Olympischen Ringen | Graues Symbol für Silbermedaillen mit stilisierten Olympischen Ringen | Braundes Symbol für Bronzemedaillen mit stilisierten Olympischen Ringen |
| ------------------------------------------------------------------- | --------------------------------------------------------------------- | ----------------------------------------------------------------------- |
| —                                                                   | —                                                                     | —                                                                       |

Der Libanon nahm an den Olympischen Sommerspielen 1960 in der italienischen Hauptstadt Rom mit einer Delegation von 19 männlichen Sportlern an 15 Wettbewerben in sechs Sportarten teil.
Es konnten keine Medaillen gewonnen werden. Jüngster Athlet war der Wasserspringer Federico Andrade (22 Jahre und 176 Tage), ältester Athlet war der Sportschütze José María Vallsera (46 Jahre und 215 Tage). Es war die dritte Teilnahme an Olympischen Sommerspielen für das Land.

## Teilnehmer nach Sportarten

### Fechten
Degen Team
- Ergebnisse
Runde eins: ausgeschieden in Gruppe drei (Rang drei), kein Match gewonnen – zwei verloren, 16 Duelle gewonnen – 16 verloren
- Mannschaft
Hassan El-Said
Ibrahim Osman
Mohamed Ramadan
Michel Saykali

Einzel
- Ibrahim Osman
  - Degen

Runde eins: in Gruppe elf (Rang zwei) für die nächste Runde qualifiziert, vier Duelle gewonnen – zwei verloren, 26 Treffer erzielt – 25 erlitten
3:5-Niederlage gegen Yves Dreyfus aus Frankreich
5:4-Sieg gegen Roger Theisen aus Luxemburg
5:3-Sieg gegen Richard Stone aus Australien
5:4-Sieg gegen Michel Steininger aus der Schweiz
5:4-Sieg gegen Pedro Cabrera aus Spanien
3:5-Niederlage gegen Bill Hoskyns aus Großbritannien
Runde zwei: ausgeschieden in Gruppe sechs (Rang sechs), ein Duell gewonnen – vier verloren, 16 Treffer erzielt – 24 erlitten
3:5-Niederlage gegen Janusz Kurczab aus Polen
3:5-Niederlage gegen Bill Hoskyns aus Großbritannien
2:5-Niederlage gegen Armand Mouyal aus Frankreich
3:5-Niederlage gegen Jules Amez-Droz aus der Schweiz
5:4-Sieg gegen Adalbert Gurath aus Rumänien

- Mohamed Ramadan
  - Degen

Runde eins: ausgeschieden in Gruppe neun (Rang vier), zwei Duelle gewonnen – drei verloren, 17 Treffer erzielt – 20 erlitten
2:5-Niederlage gegen Alberto Balestrini aus Argentinien
3:5-Niederlage gegen Guram Kostawa aus der Sowjetunion
2:5-Niederlage gegen Rolf Wiik aus Finnland
5:2-Sieg gegen Andreas Soeratman aus Indonesien
5:3-Sieg gegen Jesús Díez aus Spanien

- Michel Saykali
  - Degen

Runde eins: ausgeschieden in Gruppe vier (Rang vier), ein Duell gewonnen – drei verloren, elf Treffer erzielt – 18 erlitten
3:5-Niederlage gegen István Kausz aus Ungarn
1:5-Niederlage gegen Giovanni Battista Breda aus Italien
2:5-Niederlage gegen John Pelling aus Großbritannien
5:3-Sieg gegen Manuel Martínez aus Spanien

### Gewichtheben
- Salah Chammah
  - Federgewicht

Finale: 307,5 kg, Rang 14
Militärpresse: 92,5 kg, Rang 13
Reißen: 97,5 kg, Rang zehn
Stoßen: 117,5 kg, Rang 16

- Mohamed Mourtada
  - Mittelgewicht

Finale: 360,0 kg, Rang 14
Militärpresse: 110,0 kg, Rang 15
Reißen: 110,0 kg, Rang zwölf
Stoßen: 140,0 kg, Rang zwölf

### Leichtathletik
- Salem El-Jisr
  - Kugelstoßen

Qualifikationsrunde: 13,82 Meter, Rang 23, nicht für das Finale qualifiziert
Versuch eins: 13,34 Meter
Versuch zwei: 13,82 Meter
Versuch drei: 13,50 Meter

### Ringen
Freistil
- Nazem Amin
  - Leichtgewicht

Rang 16, ausgeschieden nach Runde drei mit neun Minuspunkten
Runde eins: Punktsieg gegen Kenny Stephenson aus Großbritannien, ein Minuspunkt
Runde zwei: Schulterniederlage gegen Roger Bielle aus Frankreich, fünf Minuspunkte
Runde drei: Schulterniederlage gegen Moustafa Tajiki aus dem Iran, neun Minuspunkte

Griechisch-Römisch
- Ibrahim Awariki
  - Leichtgewicht

Rang 13, ausgeschieden nach Runde drei mit sechs Minuspunkten
Runde eins: Punktniederlage gegen Dimitar Stojanow aus Bulgarien, drei Minuspunkte
Runde zwei: Punktsieg gegen Mohamed Moukrim Ben Mansour aus Marokko, vier Minuspunkte
Runde drei: Unentschieden gegen Mitsuharu Kitamura aus Japan, sechs Minuspunkte

- Hicham Ido
  - Weltergewicht

Rang 25, ausgeschieden nach Runde zwei mit acht Minuspunkten
Runde eins: Schulterniederlage gegen Hans-Jörg Hirschbühl aus der Schweiz, vier Minuspunkte
Runde zwei: Schulterniederlage gegen Günther Maritschnigg aus Deutschland, acht Minuspunkte

- Elie Naasan
  - Federgewicht

Rang elf, ausgeschieden nach Runde drei mit sechs Minuspunkten
Runde eins: Punktsieg gegen Joseph Schmid aus der Schweiz, ein Minuspunkt
Runde zwei: Unentschieden gegen Vojtech Tóth aus der Tschechoslowakei, drei Minuspunkte
Runde drei: Punktniederlage gegen Mihai Şulţ aus Rumänien, sechs Minuspunkte

- Michel Nakouzi
  - Bantamgewicht

Rang neun, ausgeschieden nach Runde vier mit sechs Minuspunkten
Runde eins: Punktsieg gegen Santiago Cañete aus Spanien, ein Minuspunkt
Runde zwei: Sieg nach Punkten gegen Gilbert Dubier aus Frankreich, zwei Minuspunkte
Runde drei: gegen Ewald Tauer aus Deutschland nach Punkten gewonnen, drei Minuspunkte
Runde vier: Punktniederlage gegen Oleg Nikolajewitsch Karawajew aus der Sowjetunion, sechs Minuspunkte

- Yacoub Romanos
  - Mittelgewicht

Rang sieben, ausgeschieden nach Runde vier mit sieben Minuspunkten
Runde eins: Schultersieg gegen Helmut Längle aus Österreich, null Minuspunkte
Runde zwei: Punktsieg gegen Charles Berthoud aus der Schweiz, ein Minuspunkt
Runde drei: Unentschieden gegen Russell Camilleri aus den Vereinigten Staaten von Amerika, drei Minuspunkt
Runde vier: Schulterniederlage gegen Nikolai Chuchalow aus der Sowjetunion, sieben Minuspunkt

### Schießen
- Abdullah Jaroudi
  - Kleinkaliber liegend

Qualifikation: Gruppe eins, 377 Punkte, Rang 35, Gesamtrang 64, nicht für das Finale qualifiziert
Runde eins: 95 Punkte, Rang 19
Runde zwei: 95 Punkte, Rang 29
Runde drei: 91 Punkte, Rang 40
Runde vier: 96 Punkte, Rang 22

- Elias Salhab
  - Tontaubenschießen

Qualifikation: 89 Punkte, Rang 17, für das Finale qualifiziert
Finale: 182 Punkte, Rang zehn

- Maurice Tabet
  - Tontaubenschießen

Qualifikation: 94 Punkte, Rang vier, für das Finale qualifiziert
Finale: 176 Punkte, Rang 24

### Segeln
Flying-Dutchman
- Ergebnisse
Finale:
Rennen eins: 130 Punkte, 2:50:26 Stunden, Rang 29
Rennen zwei: 177 Punkte, 2:37:44 Stunden, Rang 26
Rennen drei: 101 Punkte, Rennen nicht beendet (DNF)
Rennen vier: null Punkte, Rennen nicht beendet (DNF)
Rennen fünf: nicht am Wettkampf teilgenommen
Rennen sechs: nicht am Wettkampf teilgenommen
Rennen sieben: nicht am Wettkampf teilgenommen
- Mannschaft
Antoine Sader
Fred Zebouni

Einzel
- Pierre Arbaji
  - Finn-Dinghi

Finale: 834 Punkte, Rang 35
Rennen eins: 140 Punkte, 1:57:58 Stunden, Rang 32
Rennen zwei: 140 Punkte, 2:16:40 Stunden, Rang 32
Rennen drei: 154 Punkte, 1:53:50 Stunden, Rang 31
Rennen vier: 101 Punkte, 2:29:37 Stunden, Rang 35
Rennen fünf: 198 Punkte, 1:58:42 Stunden, Rang 28
Rennen sechs: 101 Punkte, Rennen nicht beendet (DNF)